# Zukiswa Wanner

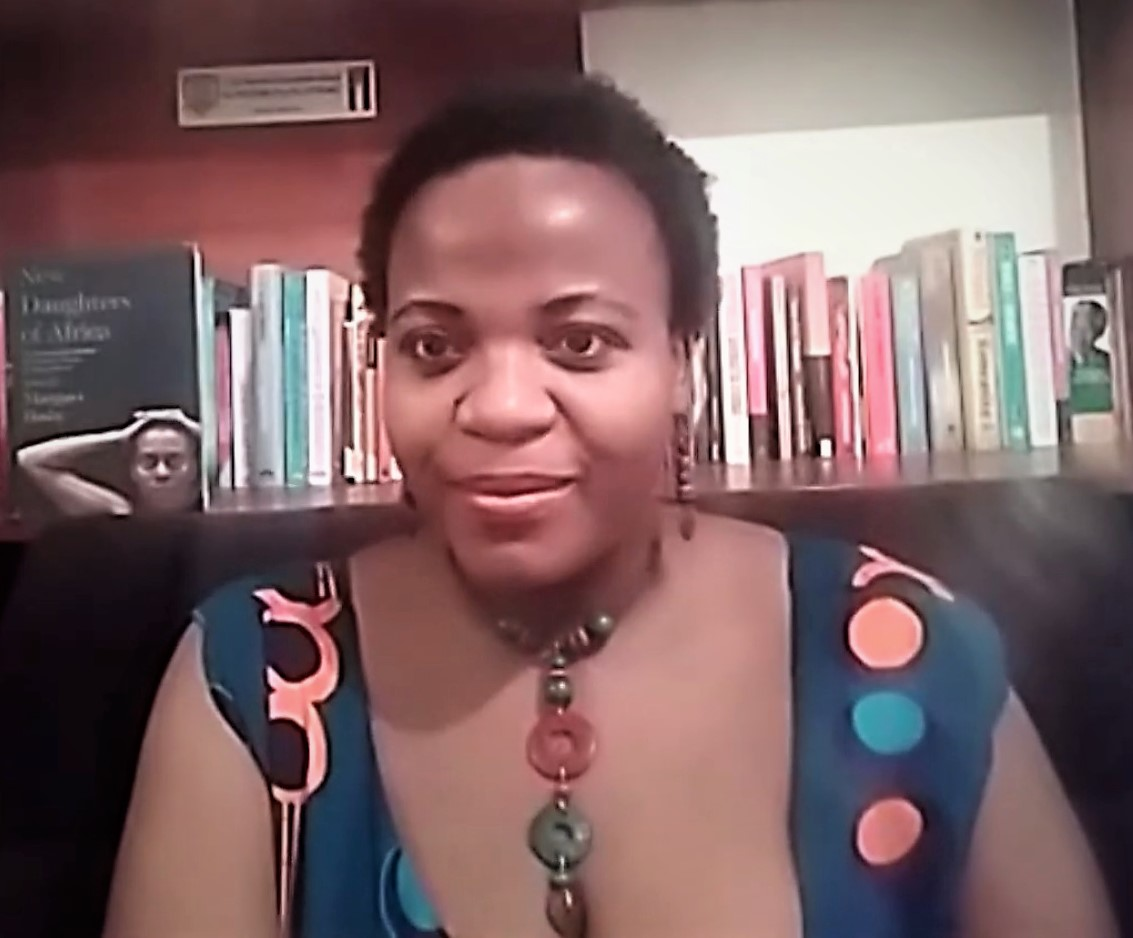
Zukiswa Wanner, 2020

Zukiswa Wanner (* 30. Juli 1976 in Lusaka, Sambia) ist eine südafrikanische Schriftstellerin.

## Leben
Zukiswa Wanners Vater stammt aus Südafrika, ihre Mutter aus dem heutigen Simbabwe. Ihre Eltern waren beide politisch aktiv im Umkhonto we Sizwe bzw. in der Zimbabwe African People’s Union und lebten lange Zeit gezwungenermaßen im Exil. Erst mit der Unabhängigkeit Simbabwes zog die Familie 1980 dorthin. Zukiswa Wanner fühlte sich jedoch eher als Südafrikanerin und ging zehn Jahre später nach Johannesburg, wo sie bei Verwandten lebte. Als junge Erwachsene verbrachte Zukiswa Wanner sieben Jahre im Ausland. Sie studierte an der Hawaii Pacific University Journalismus, lebte in England und reiste durch Europa. Als ihr Vater 2003 starb, kehrte sie nach Südafrika zurück. Zunächst hatte sie Schwierigkeiten, bezahlte Arbeit zu finden, und war unter anderem als freiwillige Helferin in einer Einrichtung für AIDS-Kranke in Soweto tätig. Später widmete sie sich vollständig der Schriftstellerei und zog 2011 nach Nairobi (Kenia).
Als Autorin fand Zukiswa Wanner Inspiration in der Kultur Südafrikas und hatte durch die politischen Entwicklungen nun auch die Möglichkeit, sich regierungskritisch zu äußern. Sie verwendet in ihren Werken einen sehr direkten, reportagehaften Schreibstil und setzt verschiedene afrikanische Sprachen und Soziolekte ein, wie sie in den jeweiligen Gesellschaftsschichten gesprochen werden. 2006 erschien ihr Debüt-Roman The Madams, der von drei befreundeten Frauen im Post-Apartheid-Südafrika handelt und für den South African Literary Award 2007 (Kategorie K Sello Duiker Award) nominiert war. Nach ihrem zweiten Roman Behind Every Successful Man (2008) folgte Men of the South (2010), der in Tagebuch-ähnlicher Form von drei sehr verschiedenen Männern handelt, die in Südafrika leben. Men of the South erhielt Nominierungen für den Best Book Commonwealth Prize African Region, den Herman Charles Bosman Award und den Creative Writing Prize der University of Johannesburg. Außerdem stand er auf der Shortlist des renommierten Sunday Times Fiction Prize. 2014 kam Zukiswa Wanners vierter Roman London, Cape Town, Joburg bei Kwela Books heraus. Er erzählt die Geschichte eines Ehepaares, das mit dem Suizid ihres Sohnes konfrontiert wird.
Von Zukiswa Wanner erschienen auch Kinderbücher: 2012 zunächst Jama Loves Bananas und Refilwe (eine afrikanische Version von Rapunzel) sowie 2019 das Sachbuch Africa. Außerdem brachte sie 2010 mit Alf Kumalo einen Fotoband über Nelson Mandela heraus, veröffentlichte mit Rohini Chowdhury eine Sammlung von Geschichten aus Afrika und Asien (2012) und schrieb Beiträge für verschiedene Zeitschriften. Sie hält Workshops für junge Schriftsteller und ist Gründerin der Organisation ReadSA, welche versucht, afrikanische Literatur bei südafrikanischen Lesern populärer zu machen.
2018 veröffentlichte Zukiswa Wanner ihr autobiografisches Buch Hardly working: a travel memoir of sorts, in dem sie über eine Reise durch Afrika und Europa berichtet, welche sie mit ihrem Partner und Sohn unternommen hat. Dabei flicht sie Erinnerungen aus ihrer eigenen Kindheit in die Handlung ein.
2019 wurde sie in die Anthologie New Daughters of Africa von Margaret Busby aufgenommen.

## Politische Einstellungen
Im Oktober 2024 gehörte Wanner zu den Unterzeichnern eines Aufrufs zum Boykott israelischer Kulturinstitutionen, „die an der überwältigenden Unterdrückung der Palästinenser mitschuldig sind oder diese stillschweigend beobachtet haben“.

## Auszeichnung
2020 wurde Wanner vom Goethe-Institut die Goethe-Medaille zuerkannt, mit der  besondere Verdienste um die Vermittlung der deutschen Sprache sowie den internationalen Kulturaustausch ausgezeichnet werden. Im März 2024 gab sie die Medaille zurück und begründete dies damit, dass die Bundesregierung mit ihrer Unterstützung Israels erneut auf der falschen Seite eines Genozids stehe. Das Goethe-Institut erklärte in einer Stellungnahme, es lehne eine solche Relativierung des Holocaust ab. Es erkenne zugleich an, dass in „anderen Teilen der Welt“ auf der Basis anderer historischer Erfahrungen auch andere Sichtweisen auf den Nahostkonflikt existierten.

## Ausgewählte Werke
- The Madams. Oshun Books, Johannesburg 2006
  - Paivapo, Nairobi, 2018[6]
- Behind Every Successful Man. Kwela, Roggebaai (Cape Town) 2007[7]
- Men of the South. Kwela, Roggebaai (Cape Town) 2010[8]
- Alf Kumalo, Zukiswa Wanner: 8115: A Prisoner’s Home. Penguin Books, Johannesburg 2010[9]
- Jama Loves Bananas. Jacana, Johannesburg 2012
- Refilwe. Jacana, Johannesburg 2012
- Rohini Chowdhury, Zukiswa Wanner: Behind The Shadows. Contemporary Stories from Africa and Asia. 2012
- London, Cape Town, Joburg. Kwela, Roggebaai (Cape Town) 2014[10]
- Hardly working: a travel memoir of sorts. Black Letter Media, Yeoville 2018[11]
- Africa. Children’s Press. imprint of Scholastic Inc., New York 2019.

## Auszeichnungen
- 2020: Goethe-Medaille[12] (2024 zurückgegeben)[5]